# Firstsäulenständerbau

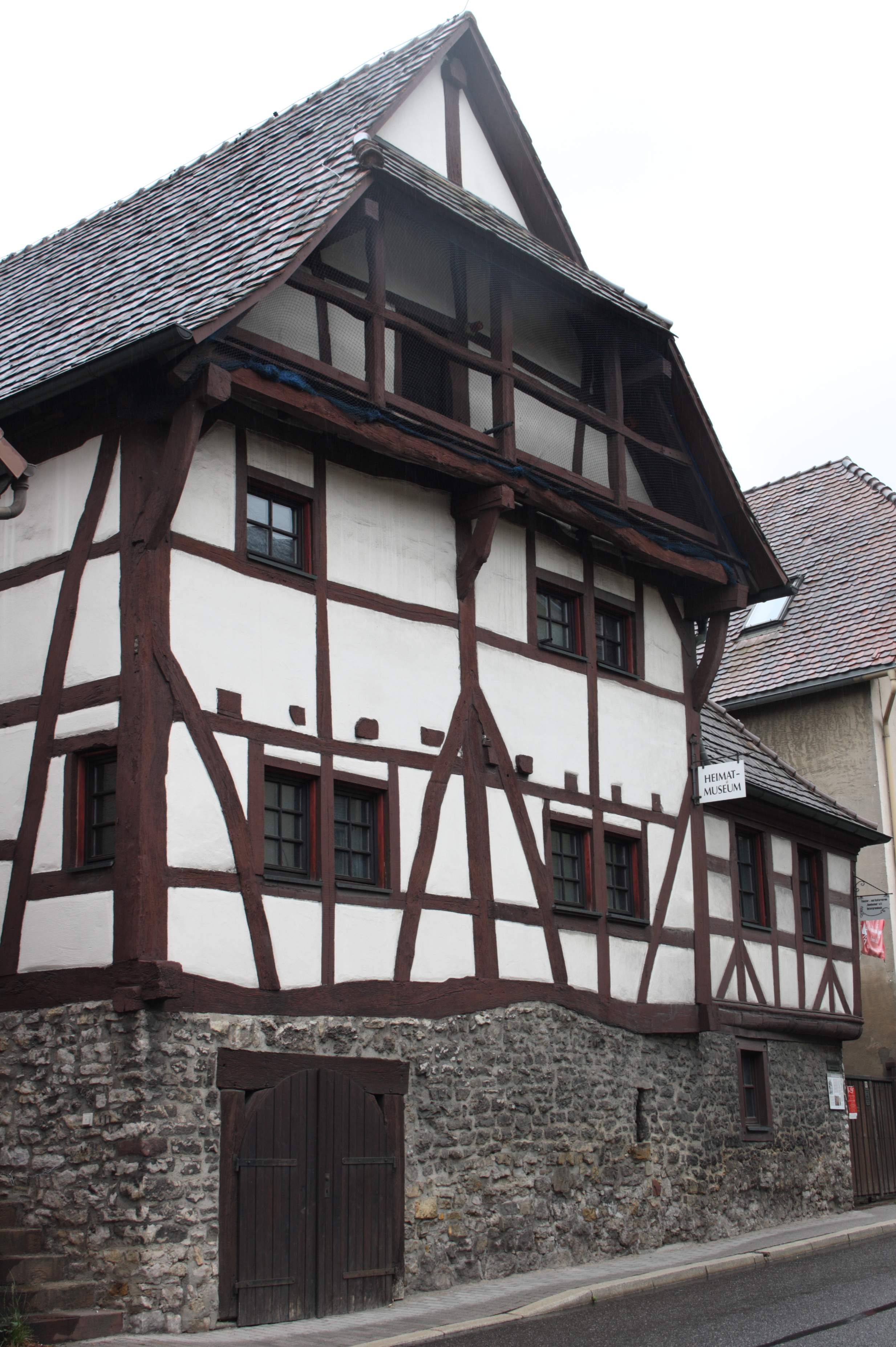
Fachwerkhaus Obergrombacher Straße 32 in Untergrombach, 15. Jahrhundert

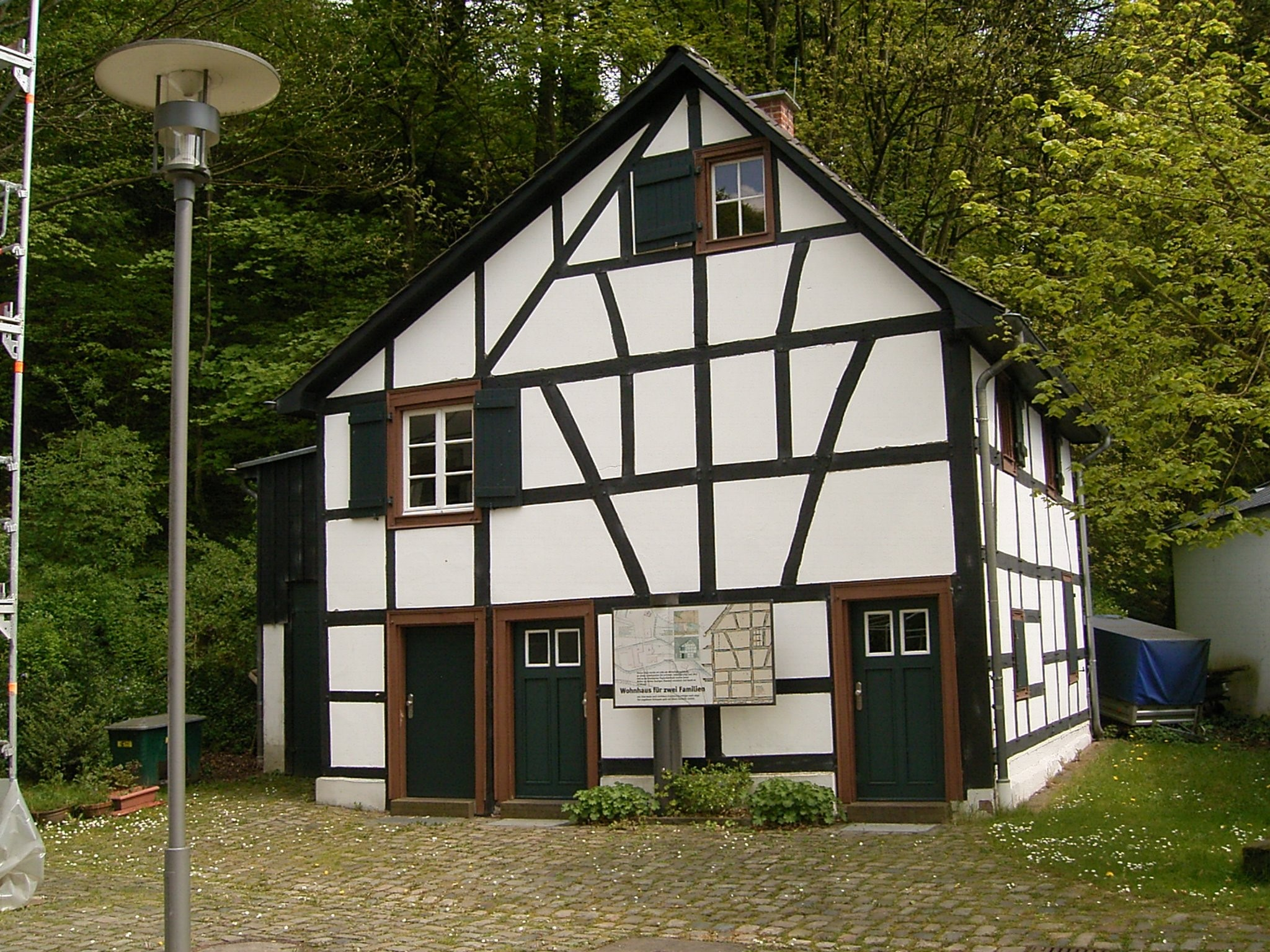
Firstsäulenständerbau der Neuzeit: Doppelwohnhaus der Papiermühle Alte Dombach

Der Firstsäulenständerbau ist eine mittelalterliche Bauform von Fachwerkhäusern, die in Süddeutschland sehr geläufig war. Diese Bauweise entwickelte sich aus dem Firstsäulenhaus. Ursprünglich war nur eine zentrale Firstsäule üblich.
Beim Firstsäulenständerbau gehen die senkrechten Mittelständer vom untersten Holz, die Grundschwelle genannt, bis zum Dachfirst und die Eck- bzw. Traufständer bis zur Dachtraufe. Die Zwischenbalkenlagen teilen den hohen Innenraum in Stockwerke. Durch diese Bauweise waren lange Hölzer notwendig und das Aufschlagen des Dachwerks wurde umständlich. Bei dieser Bauweise sichern lange Fußstreben das Gefüge, wobei die Hölzer weitgehend miteinander verblattet sind.
Diese Bauweise ist bis etwa 1460 anzutreffen und wurde im Laufe einer Übergangszeit vom Stockwerksbau abgelöst.